# 古鄯古城
古鄯古城，位于中国青海省民和县十鄯镇古鄯村，为青海省市县级文物保护单位，公布日期为1987年4月16日，类型为古遗址。
古鄯古城的历史年代为明、清。